# Tuesbøl Mølle
Tuesbøl Mølle er en stubmølle fra 1792. Møllen stod først og fremmest på Frøstrup Hovedgårds mark, men efter gårdens udstykning blev den solgt til borgerne i Varde. Herefter blev den flyttet til Tuesbøl tæt ved Brørup i 1866. Den blev i 1931 genopført lidt uden for Den Gamle By på det sted, hvor Aarhus Mølles stubmølle i sin tid stod.
Tuesbøl Mølle blev istandsat i 2005.
Der findes en 1:10 udgave af møllen i Varde Miniby.

## Historisk placering
| Placering           | Periode     | Koordinater                                       |
| ------------------- | ----------- | ------------------------------------------------- |
| Frøstrup, Lunde     | 1792 - 1800 | 55°44′29.2″N 8°24′51.5″Ø / 55.741444°N 8.414306°Ø |
| Varde               | 1800 - 1866 | 55°37′33.5″N 8°29′01.0″Ø / 55.625972°N 8.483611°Ø |
| Tuesbøl, Brørup     | 1866 - 1931 | 55°30′07.7″N 9°01′18.0″Ø / 55.502139°N 9.021667°Ø |
| Den Gamle By, Århus | 1931 - nu   | 56°09′34″N 10°11′37″Ø / 56.15944°N 10.19359°Ø     |

56°09′34″N 10°11′37″Ø / 56.1595°N 10.1936°Ø